# ESFP
ESFP (Extroversão, Sensação, Sentimento, Percepção) é uma abreviatura usada em publicações da Tipologia de Myers–Briggs (MBTI) para referir um dos dezesseis tipos de personalidade.  A avaliação MBTI foi desenvolvida a partir do trabalho do proeminente psiquiatra Carl G. Jung no seu livro Tipos Psicológicos. Jung propôs uma tipologia psicológica baseada nas teorias das funções cognitivas que ele desenvolveu através das suas observações clínicas.
A partir do trabalho de Jung, outros desenvolveram tipologias psicológicas. As avaliações de personalidade junguianas incluem o instrumento MBTI, desenvolvido por Isabel Briggs Myers e Katharine Cook Briggs, e o Classificador de Temperamentos Keirsey  (KTS), desenvolvido por David Keirsey. Keirsey referiu-se aos ESFP como "compositores" , um dos quatro tipos pertencentes ao temperamento que ele chamou de "artesão".  ESFP são cerca de 4 a 10% da população.